# أتلانتيس سوفتوير
أتلانتيس سوفتوير (بالإنجليزية: Atlantis Software)‏، كانت شركة بريطانية لتطوير ونشر ألعاب الفيديو، تأسس الشركة عام 1984، وأعلنت حلها عام 1992، وكانت مقرها في العاصمة البريطانية لندن.